# Paul Poirson
Paul Poirson (1836 — París, 27 d'abril de 1895) fou un llibretista francès.
Va viure a Malesherbes. El 1873 va ser un dels vicepresidents del comitè literari del Cercle de l'Union artistique. És autor del llibret de l'òpera de Gounod Cinq-Mars (1877). El seu germà era el pintor Auguste Pierre Marie Poirson.